# Typhlocharis pacensis
Typhlocharis pacensis is een keversoort uit de familie van de loopkevers (Carabidae). De wetenschappelijke naam van de soort is voor het eerst geldig gepubliceerd in 1987 door Zaballos & Jeanne.